# Pelle Svensson (ishockeyspelare)
Per-Johan "Pelle" Svensson, född 20 februari 1970 i Åstorp (Björnekulla församling), är en svensk ishockeyspelare, ishockeytränare och lärare.
Svensson var av de ishockeyspelare som hjälpte Rögle BK upp i Elitserien 1992.
Svensson har spelat i Rögle BK större delen av sin spelarkarriär, men han har också hunnit med några års spel i Tyskland.
Han spelade några matcher med U20 landslaget och debuterade i A-landslaget den 16 december 1995. 
Under kvalserien 2010 tog Svensson över som tränare för Rögle efter Gunnar Persson. Han var därefter tränare i Helsingborgs HC.
Från våren 2014 till våren 2018 var Svensson tränare för IF Troja-Ljungby. 2018–2019 tränade han Odense Bulldogs för att 2020 återvända till Helsingborg som sportchef och huvudtränare.